# 慶應医学賞

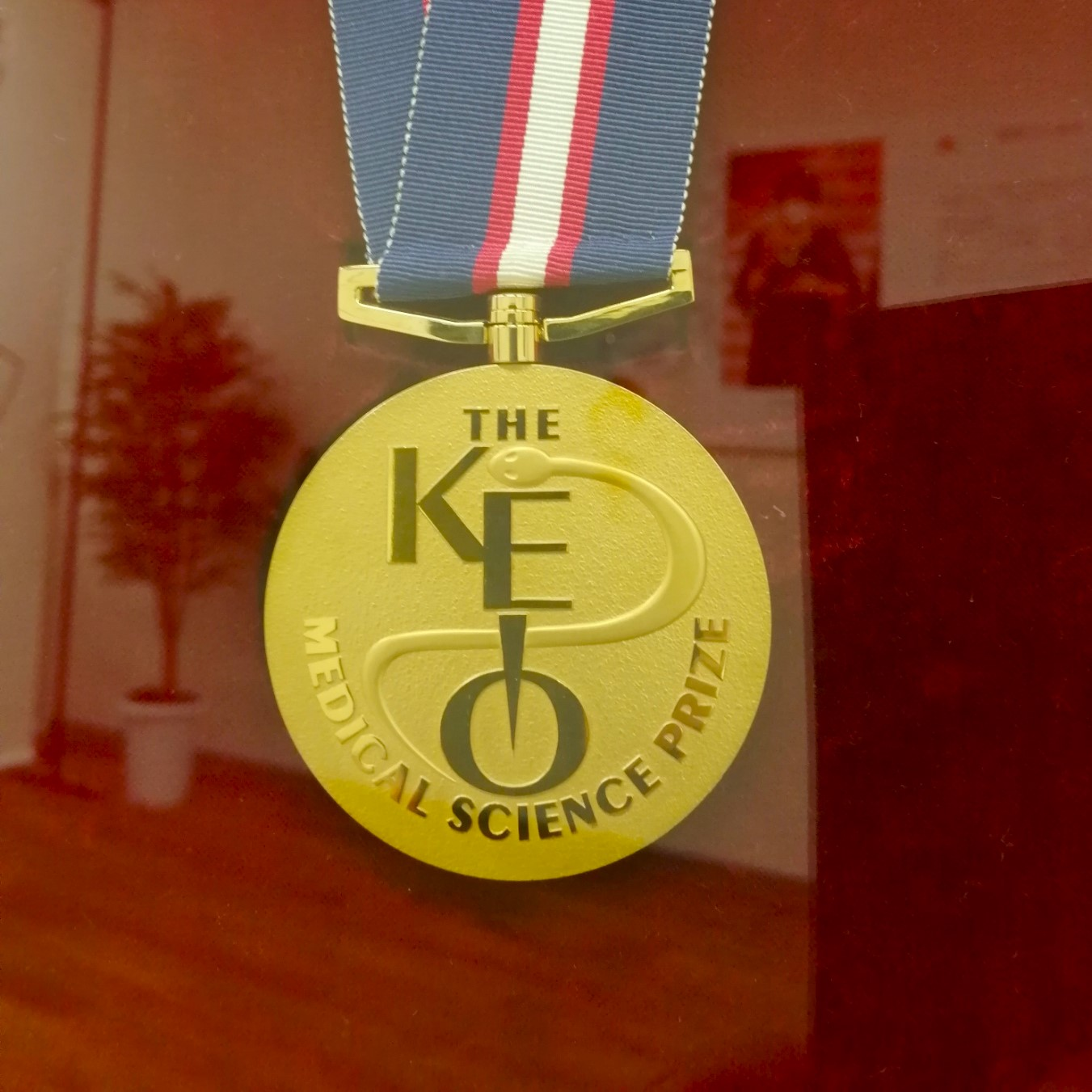
慶應医学賞

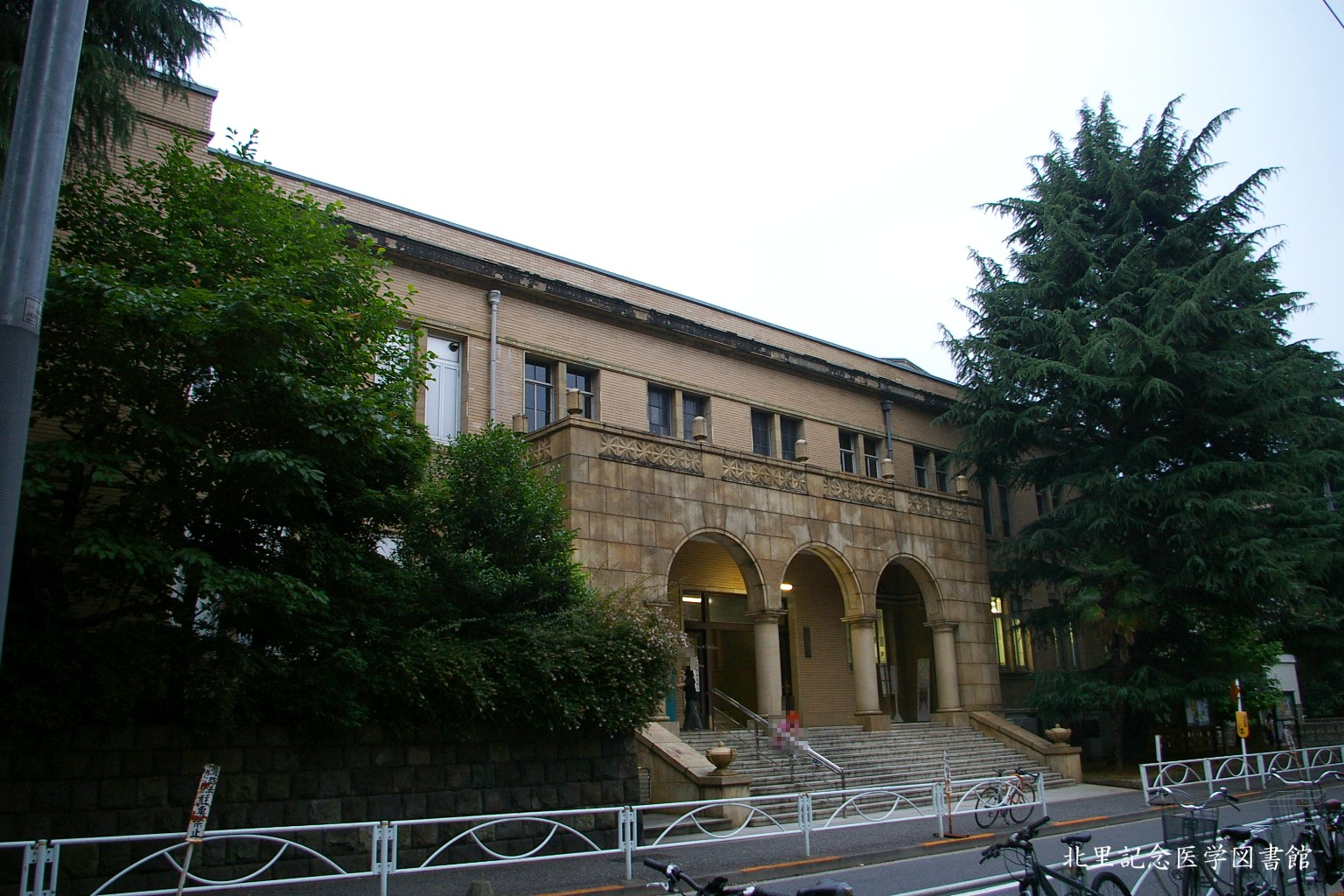
授賞式が行われる信濃町メディアセンター

慶應医学賞（けいおういがくしょう、The Keio Medical Science Prize）は、世界の医学・生命科学の領域において、医学を中心とした諸科学の発展に寄与する顕著、かつ創造的な研究業績を上げた研究者に対して、慶應義塾医学振興基金が与える学術賞である。
受賞者は毎年、日本国内と日本国外から各1名（またはどちらか1名のみ）が選出され、賞状とメダルおよび賞金各1000万円が贈られる。授賞式は慶應義塾大学で行われ、受賞者による記念講演会およびシンポジウムが開催される。本賞の受賞者55名のうち、後に9名がノーベル生理学・医学賞を、3名がノーベル化学賞を受賞している（2024年10月現在）。

## 設立の経緯
慶應義塾大学医学部卒業（1940年）の塾生である坂口光洋より、1994年に「慶應義塾における医学研究の奨励と創造的発展に貢献するとともに、世界の医学の発展に寄与する」ことを念願して浄財50億円が寄付された。これを受けて慶應義塾は『慶應義塾医学振興基金』を設立した。当基金では、設立以降各方面より集まった寄付金をもとに医学研究奨励事業、医学国際交流事業、慶應医学賞の運営などを行っている。
設立のきっかけとなった坂口は、1999年に追加寄付20億円を提供している。

## 受賞者
| 年     | 受賞者                        |
| ------ | ----------------------------- |
| 1996年 | スタンリー・B・プルシナー     |
| 1996年 | 中西重忠                      |
| 1997年 | ロバート・ワインバーグ        |
| 1997年 | 谷口維紹                      |
| 1998年 | ジューダ・フォークマン        |
| 1998年 | 御子柴克彦                    |
| 1999年 | エリザベス・H・ブラックバーン |
| 1999年 | 吉川信也                      |
| 2000年 | アーノルド・J・レビン         |
| 2000年 | 中村祐輔                      |
| 2001年 | アンソニー・ハンター          |
| 2001年 | 竹市雅俊                      |
| 2002年 | バリー・マーシャル            |
| 2002年 | 田中紘一                      |
| 2003年 | ロナルド・エヴァンス          |
| 2003年 | 宮下保司                      |
| 2004年 | ロジャー・Y・チエン           |
| 2005年 | 藤吉好則                      |
| 2006年 | トマス・A・スタイツ           |
| 2007年 | ブライアン・ドラッカー        |
| 2007年 | 満屋裕明                      |
| 2008年 | フレッド・ゲージ              |
| 2008年 | 坂口志文                      |
| 2009年 | ジェフリー・フリードマン      |
| 2009年 | 寒川賢治                      |
| 2010年 | ジュール・ホフマン            |
| 2010年 | 審良静男                      |
| 2011年 | フィリップ・ビーチー (en)     |
| 2011年 | 田中啓二                      |
| 2012年 | スティーヴン・ローゼンバーグ  |
| 2012年 | 間野博行                      |
| 2013年 | ヴィクター・アンブロス        |
| 2013年 | 長田重一                      |
| 2014年 | カール・ダイセロス            |
| 2014年 | 濱田博司                      |
| 2015年 | ジェフリー・ゴードン          |
| 2015年 | 大隅良典                      |
| 2016年 | スバンテ・ペーボ              |
| 2016年 | 本庶佑                        |
| 2017年 | ジョン・E・ディック           |
| 2017年 | 小川誠二                      |
| 2018年 | フェン・チャン                |
| 2018年 | 柳沢正史                      |
| 2019年 | ハンス・クレヴァース          |
| 2019年 | 岸本忠三                      |
| 2020年 | アヴィヴ・レゲフ              |
| 2020年 | 宮脇敦史                      |
| 2021年 | カリコー・カタリン            |
| 2021年 | 濡木理                        |
| 2022年 | カール・ジューン              |
| 2022年 | 河岡義裕                      |
| 2023年 | ナポレオーネ・フェラーラ      |
| 2023年 | 森和俊                        |
| 2024年 | デミス・ハサビス              |
| 2024年 | 斎藤通紀                      |

## 審査・選考
- 医学ならびに医学に密接に関連した生命科学の諸分野において優れた業績を挙げた研究者について審査を行う。
- 国内外の多数の有識者から推薦者を選定し、その推薦者が候補者を推薦する。
- 慶應医学賞審査委員会がこの推薦された候補者の研究業績等について審査し、数次の審査を経て授賞候補者を選定し、記念基金運営委員会に推挙する。
- 記念基金運営委員会が最終授賞候補者を慶應義塾長に報告し、塾長がその報告に基づき、受賞者を決定する。

## 年間スケジュール
- 推薦要項の公表（2月初旬）
- 推薦締切（3月下旬）
- 受賞者発表（9月中旬）
- 授賞式（11～12月）